# Abbazia di Saint-Michel de Frigolet
L'abbazia di Saint-Michel de Frigolet 
è un'antica abbazia di monaci premostratensi, sita nel territorio comunale di Tarascona, nel dipartimento di Bocche del Rodano. Isolata in una valle selvaggia al centro di pini, ulivi e cipressi, prende il nome dal  ferigoulo, il timo in lingua provenzale. L'abbazia accoglie una comunità di canonici regolari premostratensi e dispone di due ostelli monastici, una libreria e un ristorante.

## Storia
La sua storia inizia nel XII secolo, quando vi si installò la prima comunità religiosa. Nel 1133 viene menzionato per la prima volta il nome del priorato. Una comunità di Canonici regolari di Sant'Agostino si è raggruppata intorno al loro priore Guillaume de Loubières. Papa Adriano IV ne confermò la installazione nel 1155.
Nel XIV secolo l'abbazia entrò in decadenza e ciò provocò la partenza dei canonici. Fu solo nel XVII secolo che essa fu nuovamente occupata da agostiniani e da religiosi gerolamini che fecero rivivere il priorato fino alla rivoluzione francese. Il 6 luglio 1788 la biblioteca fu distrutta da un incendio. Nel 1791, mentre infuriava la rivoluzione, il convento fu sequestrato e i quattro ultimi monaci presenti nell'abbazia si dispersero.
Tra il 1831 e il 1841 il luogo divenne un collegio, frequentato fra gli altri anche da Frédéric Mistral. Qualche anno più tardi, nel 1858, l'abbazia fu riacquistata dall'arcidiocesi di Aix e la vita conventuale reinstaurata da padre Edmond Boulbon (1817-1883), religioso trappista, divenuto premostratense, che è all'origine della reinstaurazione dell'Ordine in Francia. Nel 1866 fu consacrata la nuova chiesa abbaziale, realizzata in stile neogotico e dedicata all'Immacolata Concezione e a san Giuseppe.
Il 6 giugno 1869 papa Pio IX elevò il priorato di Frigolet al rango di abbazia.
Padre Edmond Boulbon ne fu il primo abate e conoscerà, tre anni prima della sua morte, nel 1880, l'espulsione delle congregazioni in Francia, da parte dell'esercito. Bisognerà attendere il 1923 affinché riprenda l'attività abbaziale.
La nuova chiesa abbaziale fu elevata al rango di basilica minore da papa Giovanni Paolo II nel 1982.
Oggi la comunità religiosa di Saint-Michel de Frigolet appartiene alla Congregazione premostratense e segue la regola di vita di sant'Agostino. 
Dal settembre 2016, l'abbazia ospita una scuola cattolica.

## Architettura

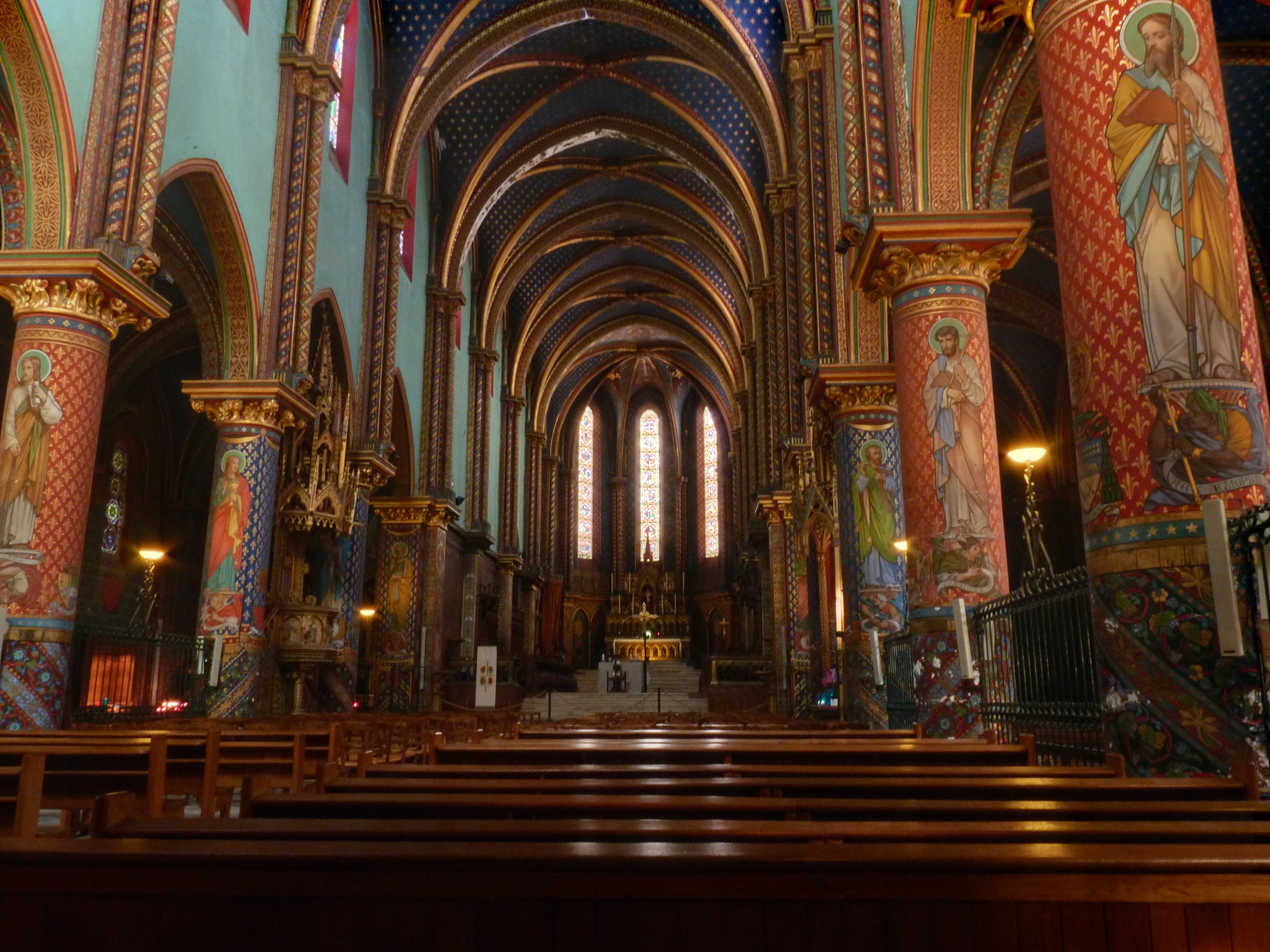
Interno della chiesa abbaziale.

- La chiesa di San Michele, romanica, data dal XII secolo, è stata ingrandita con una navata sul lato occidentale. La struttura romanica della cappella del XII secolo, Notre-Dame du Bon Remède, è nascosta sotto una decorazione barocca di boiserie e di pannelli del XVII secolo.
- La basilica dell'Immacolata Concezione di stile neogotico è stata consacrata nel 1866. L'interno della grande navata è interamente ricoperto di dipinti murali a olio sul modello della Sainte-Chapelle a Parigi.
- Il chiostro, in puro stile romanico, risale al XII secolo, ed è stato rimaneggiato nel XVII.

## Fotografie dell'abbazia

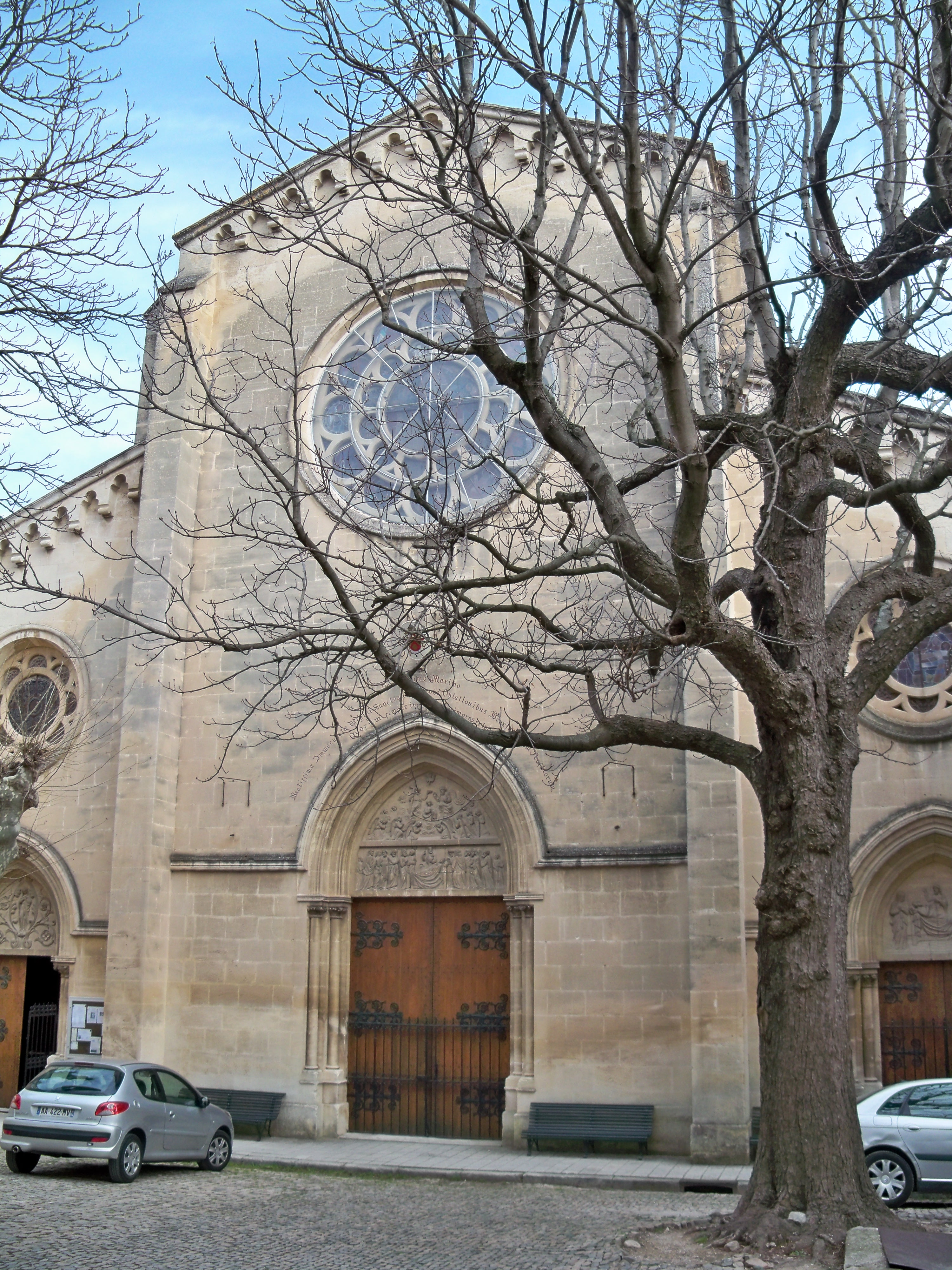
Facciata della basilica dell'Immacolata Concezione
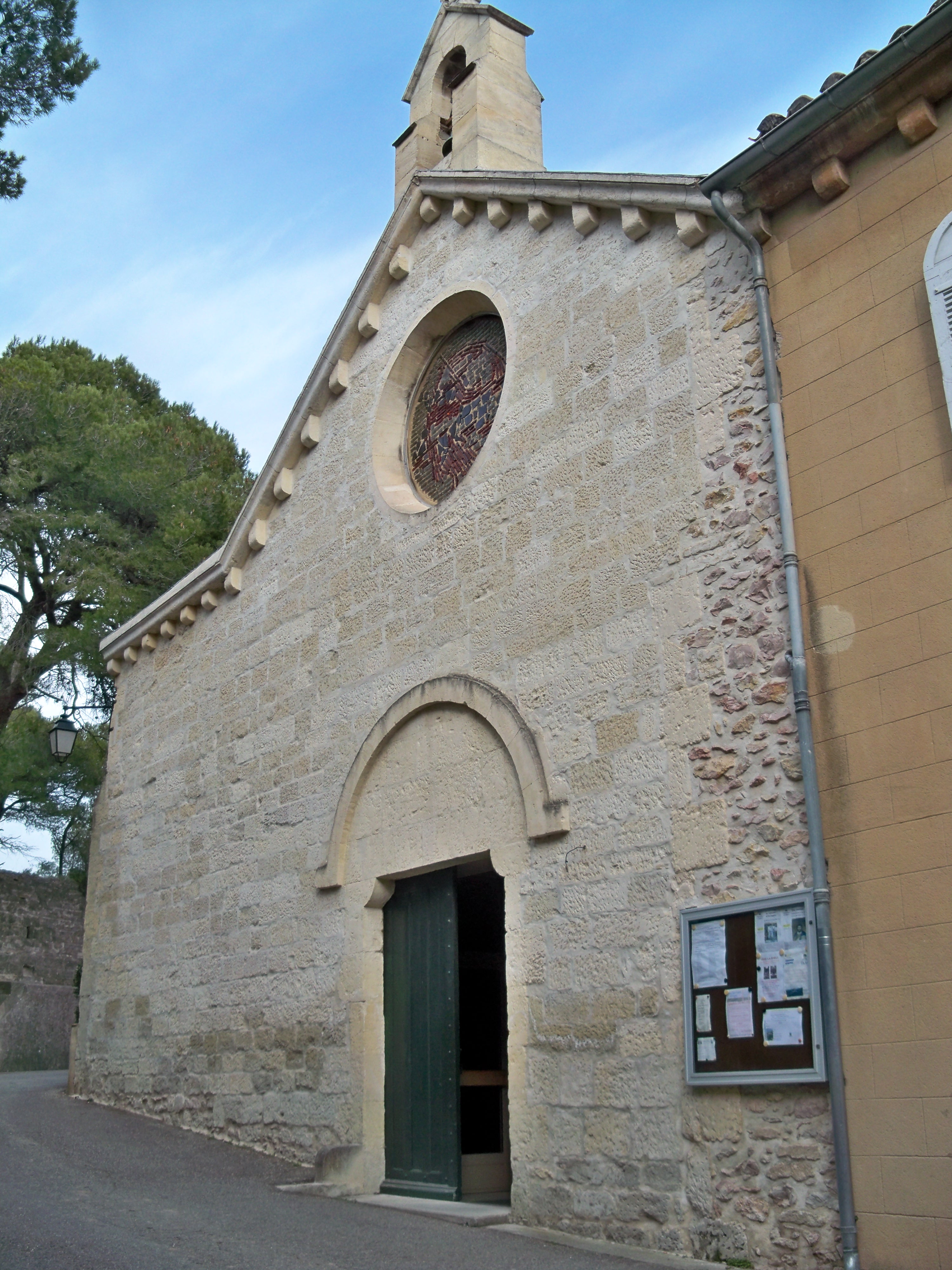
Facciata della chiesa di San Michele
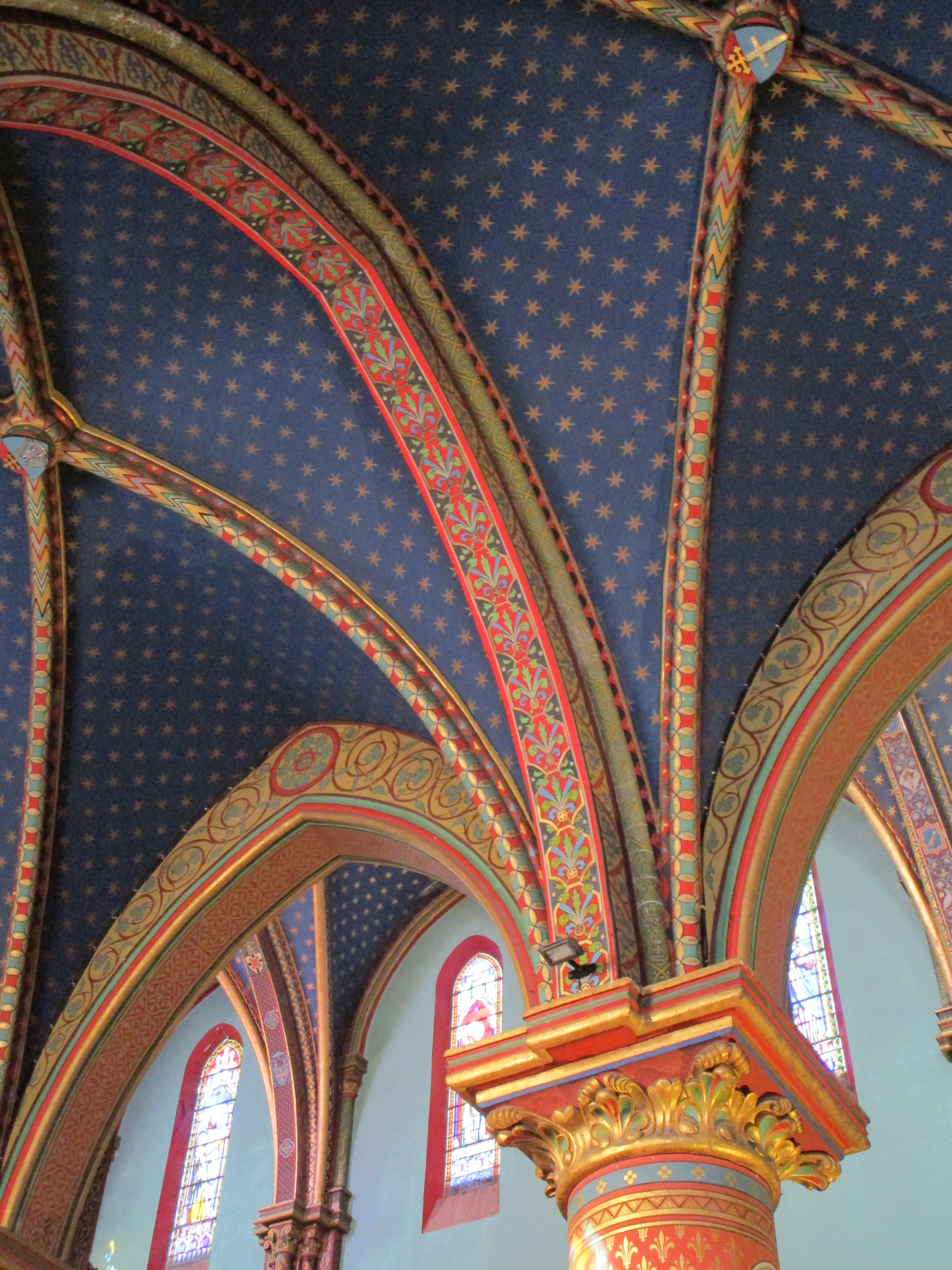
Dettaglio delle volte della basilica dell'Immacolata Concezione
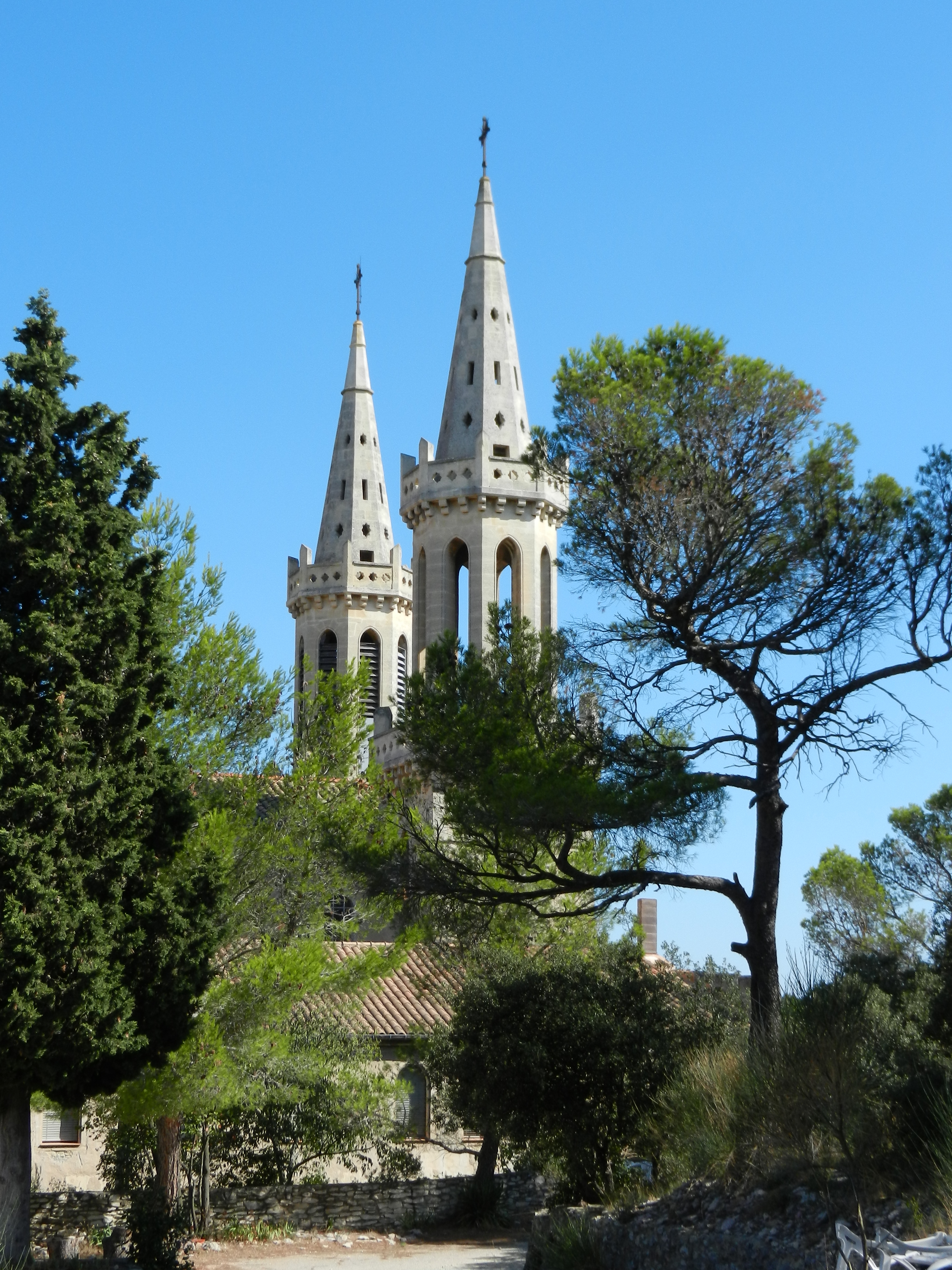
Campanile della basilica
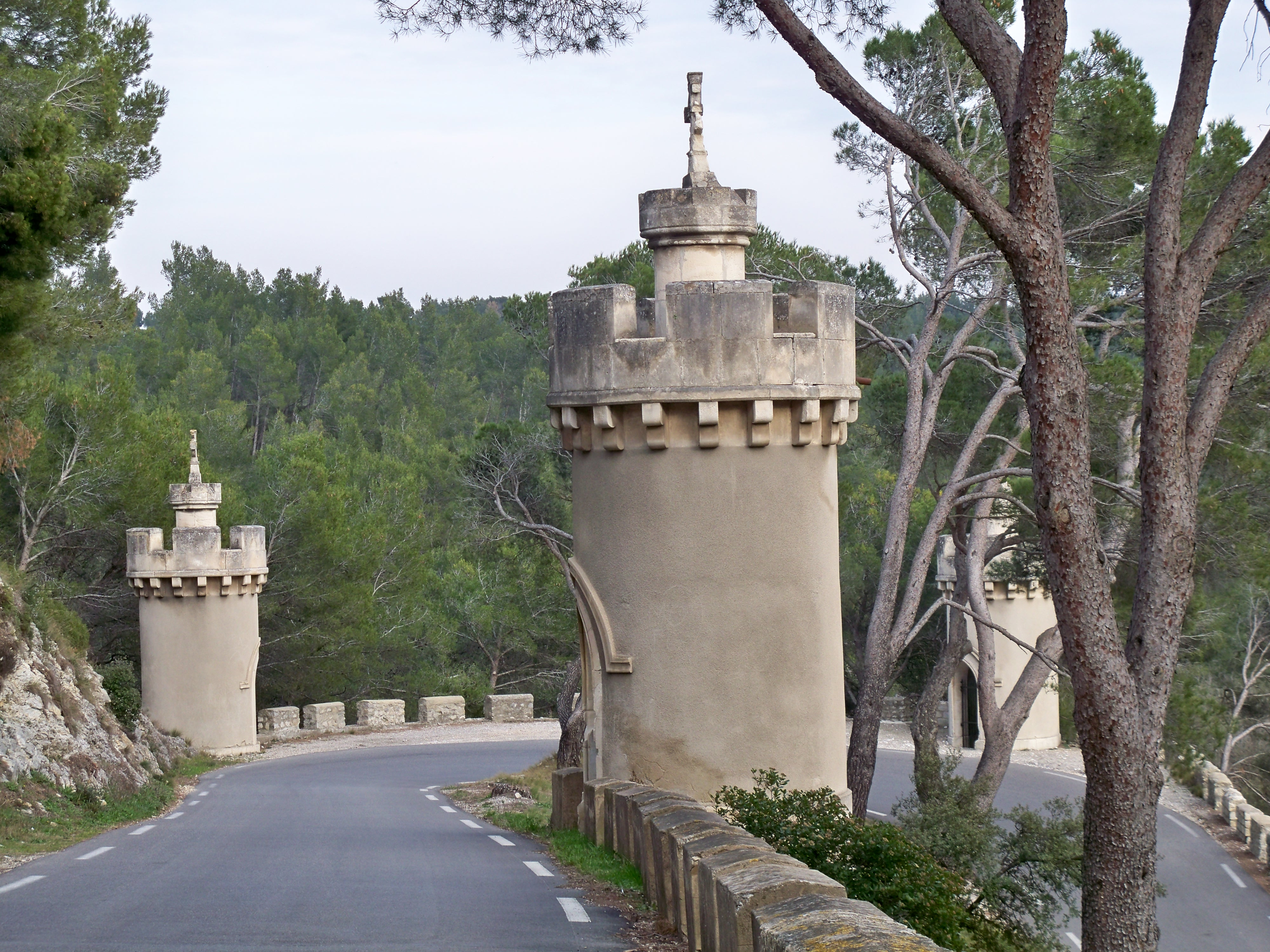
Sulla strada d'accesso all'abbazia si sviluppa una Via Crucis, costituita da torrette
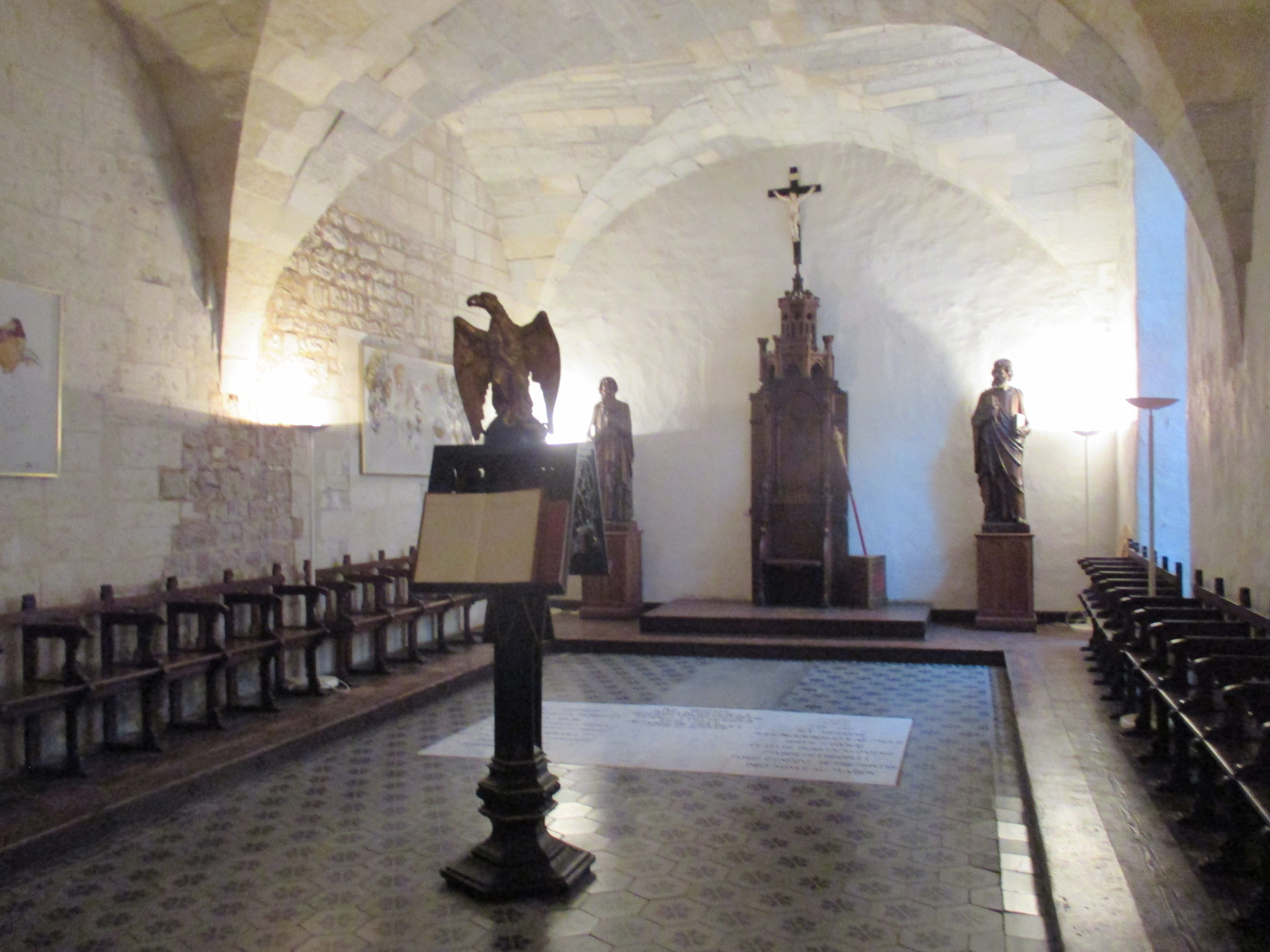
Sala capitolare
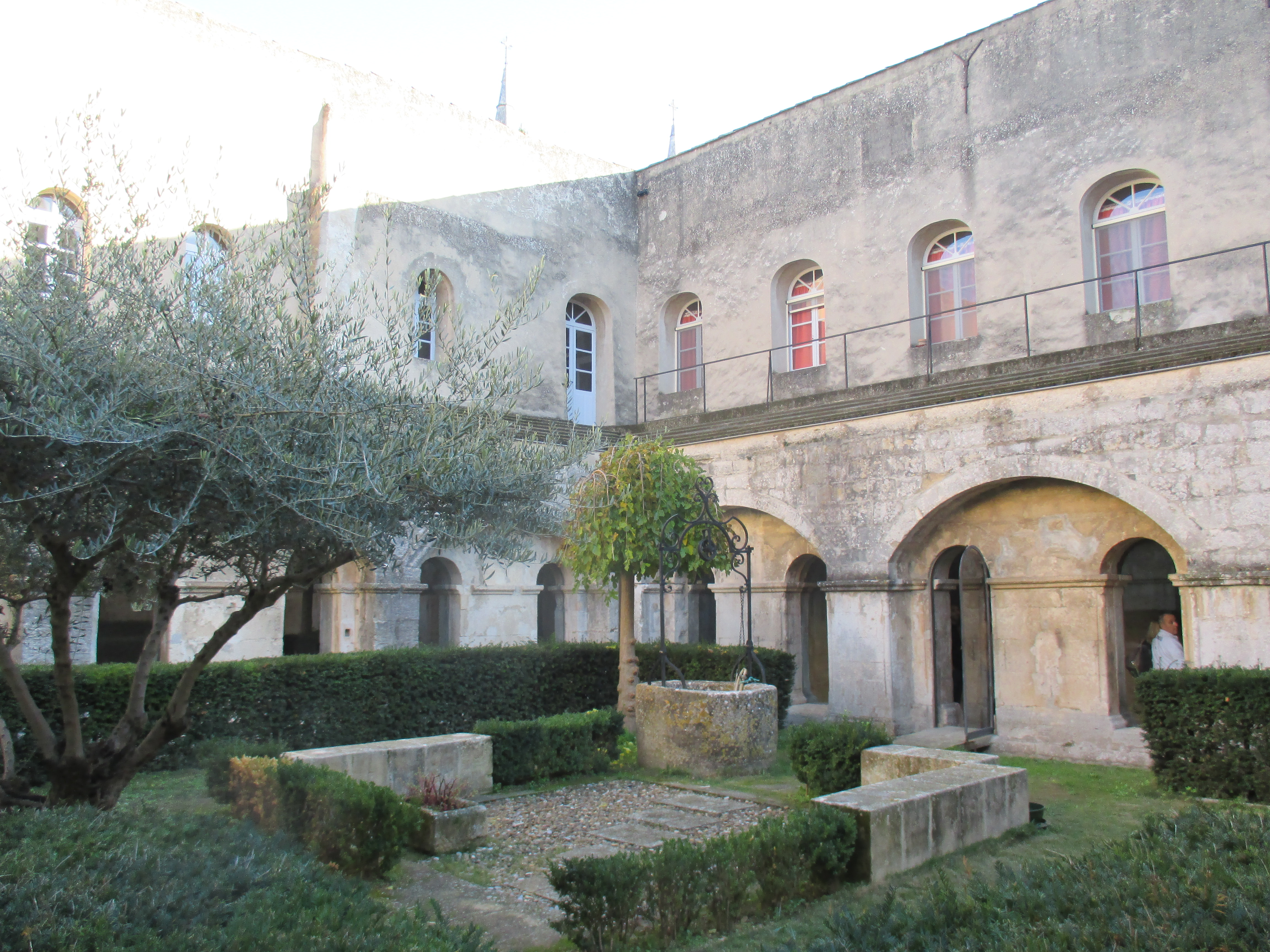
Chiostro